# Jos Trotteyn
Jos Trotteyn, né le 22 avril 1910 à Blankenberge, et mort le 18 janvier 2002 à Dentergem, est un artiste peintre et un restaurateur belge.

## Biographie
Jos Trotteyn est né le 22 avril 1910 à Blankenberge.
Étudiant à l'Académie des Beaux-Arts de Gand, ses œuvres, teintées de romantisme, ont évolué vers le surréalisme. Il est mort le 18 janvier 2002 à Dentergem.